# Тејлорвил (Илиноис)
Тејлорвил (енгл. Taylorville) град је у америчкој савезној држави Илиноис. По попису становништва из 2010. у њему је живело 11.246 становника.

## Демографија
Према попису становништва из 2010. у граду је живело 11.246 становника, што је 181 (1,6%) становника мање него 2000. године.
| Група             | 2000.          | 2010.          |
| Белци             | 11.122 (97,3%) | 10.763 (95,7%) |
| Афроамериканци    | 81 (0,7%)      | 92 (0,8%)      |
| Азијати           | 58 (0,5%)      | 65 (0,6%)      |
| Хиспаноамериканци | 80 (0,7%)      | 186 (1,7%)     |
| Укупно            | 11.427         | 11.246         |